# Francisco Parreño
Francisco Parreño Granados (Córdoba, 16 de junio de 1949), es un exjugador y entrenador de fútbol español.

## Trayectoria
Tras retirarse como portero profesional en 1981, estrenaría su carrera como entrenador en el equipo de su retirada, el Club Deportivo Alcoyano. Hasta el año 2004 asumió el cargo de técnico en varios clubes, especialmente de la Segunda División B de España, el último de ellos el Talavera Club de Fútbol, equipo en el que estaría durante catorce jornadas y en el que sería destituido tras varios partidos sin ganar.
Tras un periodo en el que ejercería de profesor de educación física en IES Nou Derramador de Ibi en la provincia de Alicante. Merced a su residencia en la población, volvería a entrenar al equipo local de la Unión Deportiva Rayo Ibense del Grupo 4 de la Regional Preferente de la Comunidad Valenciana, aunque lo dejaría después de cuatro partidos. Los motivos del abandono, serían según sus declaraciones el que: "le falta motivación y convencimiento".
El 25 de abril de 2017 se hace oficial su fichaje por el Real Avilés hasta final de temporada. Una vez concluida la temporada, comunica públicamente que no volverá a entrenar.

## Etapa como jugador
- Etapa juvenil en el Real Betis Balompié en las temporadas 1964-68. Siendo Subcampeón de España.
- Etapa profesional temporadas 1968-71: Hércules CF. (Consiguiendo el ascenso a la Segunda División de España).
- Temporada 1971-72: R. C. D. Español. (Primera División de España).
- Temporada 1972-73: Rayo Vallecano. (Segunda División de España).
- Temporada 1973-74: C. D. Alcoyano. (Tercera División de España).
- Temporada 1974-76: Recreativo de Huelva. (Segunda División de España).
- Temporada 1976-78: C. D. Alcoyano. (Regional/Tercera División de España).
- Temporada 1978-80: C. F. Gandía. (Tercera División de España).
- Temporada 1980-81: C. D. Alcoyano. (Tercera División de España).

## Etapa como entrenador
- Temporada 1981-82: C. D. Alcoyano. (Campeón de Liga y ascenso a Segunda División B de España).
- Temporada 1982-83: U. D. Rayo Ibense. (Subcampeón de Liga y ascenso a Tercera División de España).
- Temporada 1983-84: C. D. Alcoyano. (Segunda División B de España).
- Temporada 1984-85: Ontinyent C. F.. (Segunda División B de España).
- Temporada 1985-86: C. D. Alcoyano. (Segunda División B de España).
- Temporada 1986-87: C. D. Eldense. (Campeón de Liga y ascenso a Segunda División B de España).
- Temporada 1987-89: Gimnàstic de Tarragona. (Segunda División B de España).
- Temporada 1989-91: F. C. Cartagena. (Segunda División B de España).
- Temporada 1991-1992: Córdoba C. F.. (Segunda División B de España).
- Temporada 1992-1993: C. F. Gandia. (Tercera División de España).
- Temporada 1994-95: (Perteneciente al cuerpo técnico del Elche C. F.).
- Temporada 1997-98: C. D. Mensajero. (Segunda División B de España).
- Temporada 1998-99: Real Avilés C. F.. (Segunda División B de España).
- Temporada 1999-00: Atlético Levante U. D.. (Tercera División de España).
- Temporada 1999-00: Águilas C. F.. (Descenso a Tercera División de España).
- Temporada 2000-01: Talavera C. F.. (Segunda División B de España).
- Temporada 2001-02:  A. D. Alcorcón. (Segunda División B de España).
- Temporada 2004-05: Talavera C. F.. (Segunda División B de España).
- Temporada 2014-15:  U. D. Rayo Ibense. (Regional Preferente de la Comunidad Valenciana).
- Temporada 2016-17: Real Avilés C. F.. (Tercera División de España).

## Clubes

### Como entrenador
| Club                   | País   | Temporada |
| ---------------------- | ------ | --------- |
| C. D. Alcoyano         | España | 1981-1982 |
| U. D. Rayo Ibense      | España | 1982-1983 |
| C. D. Alcoyano         | España | 1983-1984 |
| Ontinyent C. F.        | España | 1984-1985 |
| C. D. Alcoyano         | España | 1985-1986 |
| C. D. Eldense          | España | 1986-1987 |
| Gimnàstic de Tarragona | España | 1987-1989 |
| F. C. Cartagena        | España | 1989-1991 |
| Córdoba C. F.          | España | 1991-1992 |
| C. F. Gandia           | España | 1992-1993 |
| C. D. Mensajero        | España | 1997-1998 |
| Real Avilés C. F.      | España | 1998-1999 |
| Atlético Levante U. D. | España | 1999-2000 |
| Águilas C. F.          | España | 2000      |
| Talavera C. F.         | España | 2000-2001 |
| A. D. Alcorcón         | España | 2001-2002 |
| Talavera C. F.         | España | 2004      |
| U. D. Rayo Ibense      | España | 2015      |
| Real Avilés C. F.      | España | 2017      |